# Паллан
Палла́н (фр. Pallanne) — коммуна во Франции, находится в регионе Юг — Пиренеи. Департамент — Жер. Входит в состав кантона Марсьяк. Округ коммуны — Миранд.
Код INSEE коммуны — 32303.

## География

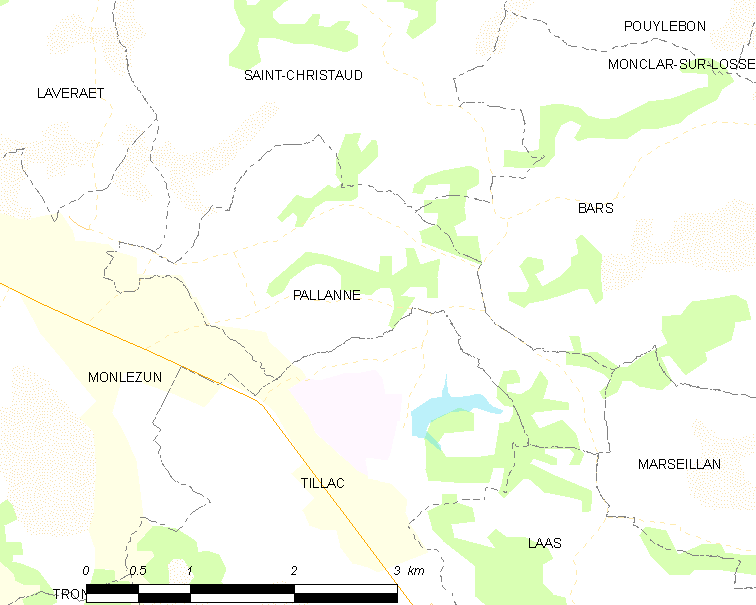
Карта коммуны

Коммуна расположена приблизительно в 620 км к югу от Парижа, в 100 км западнее Тулузы, в 32 км к юго-западу от Оша.
На юго-западе коммуны протекает река Буэс.

## Климат
Климат умеренно-океанический. Лето жаркое и немного дождливое, температура часто превышает 35 °С. Зимой часто бывает отрицательная температура и ночные заморозки. Годовое количество осадков — 700—900 мм.

## Население
Население коммуны на 2010 год составляло 69 человек.
| 1962 | 1968 | 1975 | 1982 | 1990 | 1999 | 2010 |
| ---- | ---- | ---- | ---- | ---- | ---- | ---- |
| 82   | 87   | 64   | 58   | 49   | 66   | 69   |

## Администрация
| Период | Период | Фамилия       | Партия                              | Примечания |
| ------ | ------ | ------------- | ----------------------------------- | ---------- |
| ?      | 1959   | Омер Самбр    | Французская коммунистическая партия |            |
| 1959   | 1983   | Феликс Самбр  | Французская коммунистическая партия |            |
| 1983   | 2001   | Жан Самбр     | Французская коммунистическая партия |            |
| 2001   | 2014   | Жозьян Фажьон | Французская коммунистическая партия |            |
| 2014   | 2020   | Эрих Дуйе     |                                     |            |

## Экономика
В 2010 году среди 42 человек трудоспособного возраста (15-64 лет) 22 были экономически активными, 20 — неактивными (показатель активности — 52,4 %, в 1999 году было 70,7 %). Из 22 активных жителей работали 20 человек (13 мужчин и 7 женщин), безработных было 2 (2 мужчин и 0 женщин). Среди 20 неактивных 2 человека были учениками или студентами, 14 — пенсионерами, 4 были неактивными по другим причинам.

## Достопримечательности
- Замок Паллан (XVIII век)